# Dasypeltis crucifera
Dasypeltis crucifera — вид змій роду яйцева змія (Dasypeltis) родини полозових (Colubridae). Описаний у 2018 році.

## Поширення
Ендемік Еритреї. Цей вид трапляється в горбистій місцевості між долиною річки Барка, Сахелем та нагір'ям Гамасьєн.